# Automatbana

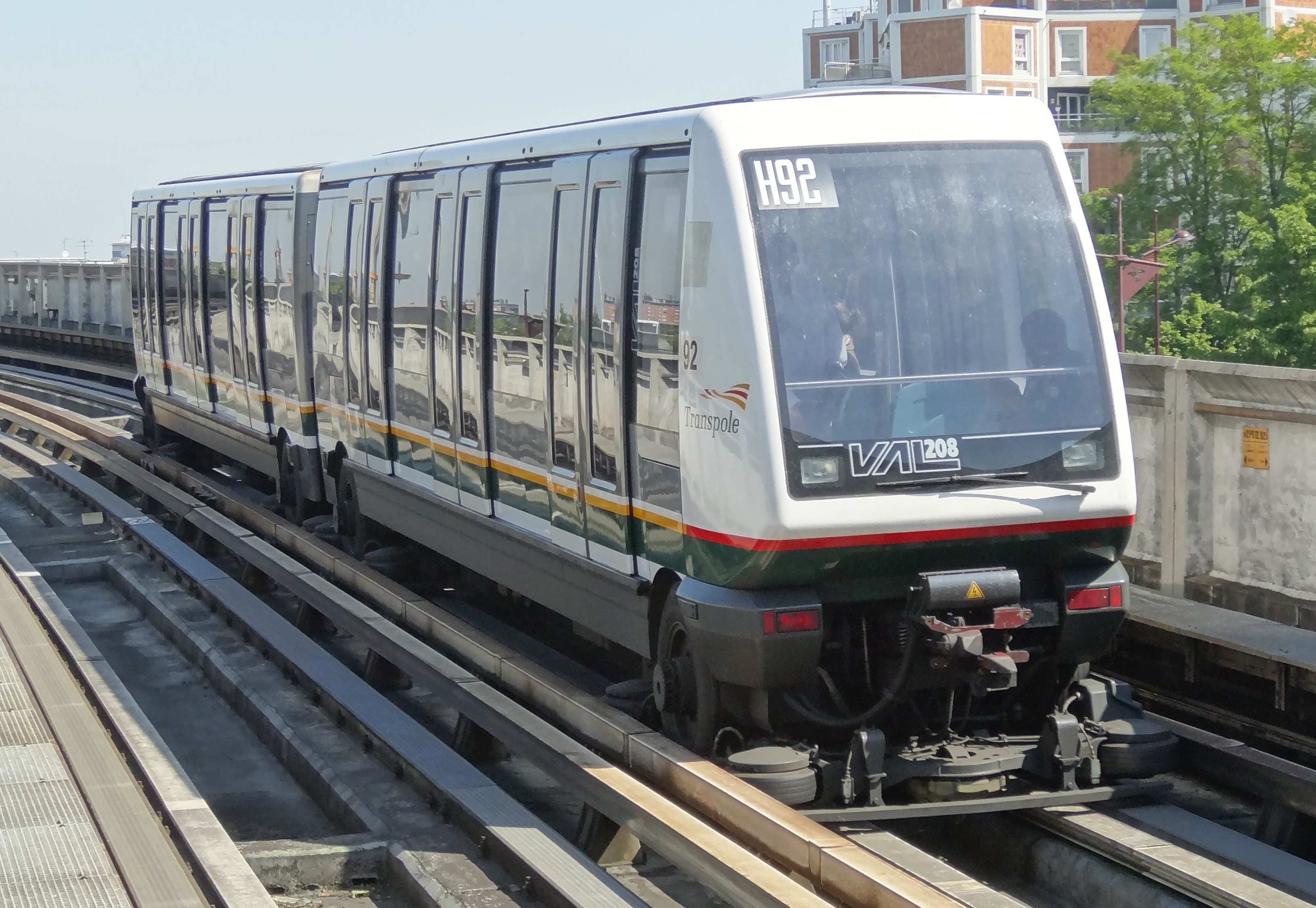
VAL i Lille.

Automatbana är en typ av kollektivtrafik som sker med förarlösa fordon på en speciell bana som kontrolleras och regleras från en central trafikledning. Begreppet används vanligen om system med fordon som tar 10 - 100 personer. Vissa använder begreppet i vidare bemärkelse. Det finns då ett flertal olika typer av automatbanor, från tunga förarlösa tunnelbanor till spårtaxi, system med fordon i storlek som personbilar. Vanligen går automatbanor i upphöjt läge men exempel på banor i markplan eller tunnel förekommer. Automatbanor är till skillnad från spårtaxi tidtabell- och linjebunden.

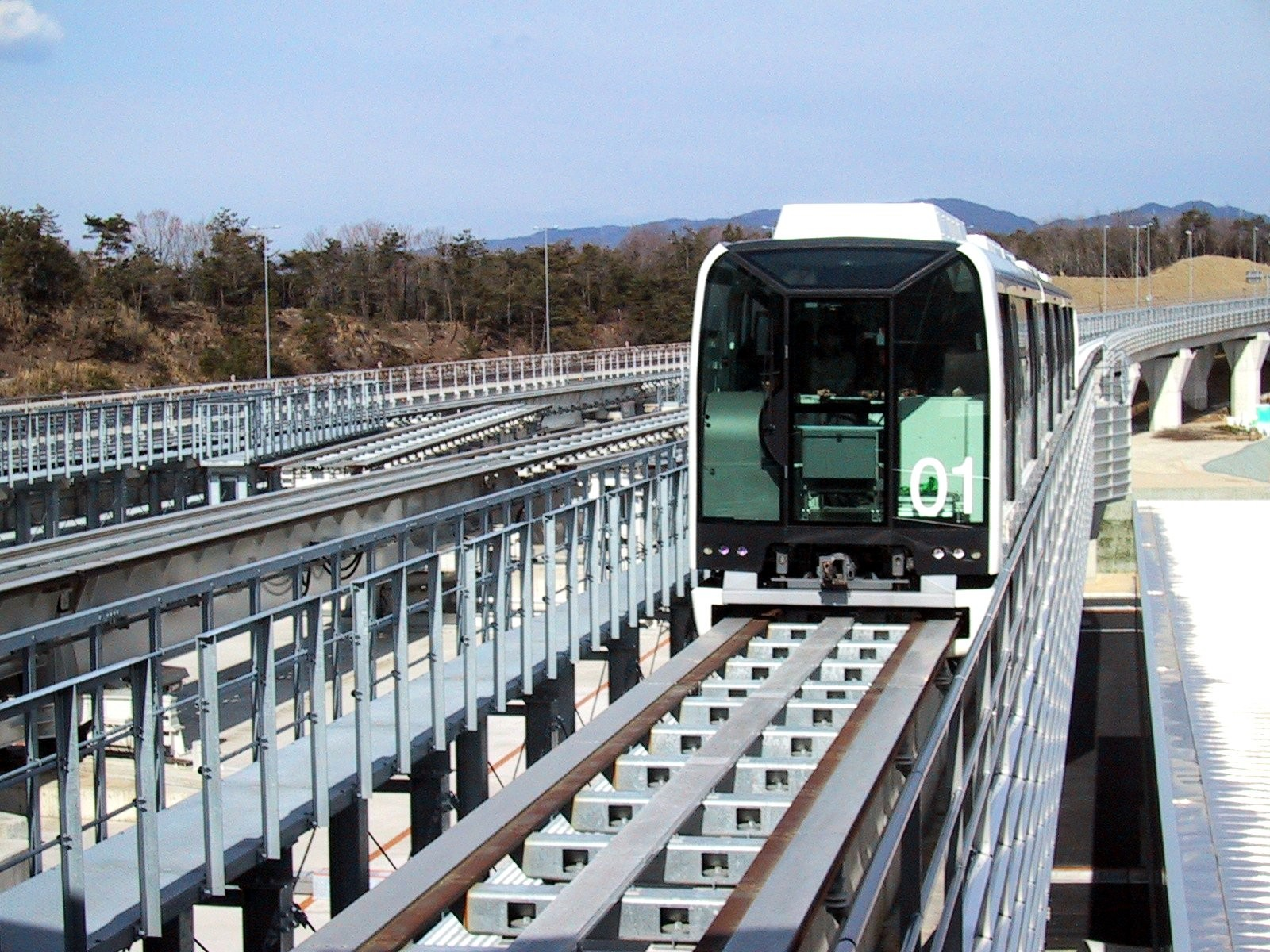
Linimo, maglevbana i Nagakute, Japan

Tekniskt kan en automatbana gå på två spår, antingen traditionella spår med stålhjul eller gummihjul på en slitbana, ett spår (monorail) eller sväva med magnetisk levitation (maglev).

## Sverige
Göteborgs stad har haft ett projekt och utrett att anlägga en automatbana som man inte gick vidare med att bygga.